# Coronògraf
Un coronògraf és un dispositiu que s'acobla a un telescopi per bloquejar la llum directa del centre d'una estrella de manera que objectes pròxims; que d'una altra manera quedarien amagats per la brillantor, es poden observar. La majoria dels coronògrafs estan pensats per veure la corona solar, però una classe nova d'instruments conceptualment similars (anomenat coronògrafs estel·lars per distingir-los de coronògrafs solars) s'utilitzen per trobar planetes extrasolar al voltant d'estrelles pròximes.

## Invenció

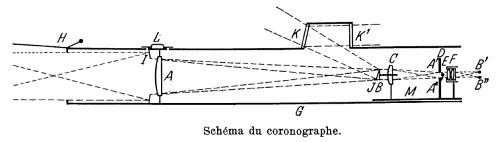
Esquema del Coronògraf de Lyot, en el seu article original al 1931

El coronògraf fou presentat el 1930 per l'astrònom francès Bernard Lyot; des de llavors, els coronògrafs s'han utilitzat a molts observatoris solars. Els coronògrags que operen dins de L'atmosfera de la Terra pateixen la difusió de la llum del propi, a causa principalment de la difusió de Rayleigh de la llum solar en l'atmosfera superior. En angles de vista a la vora del Sol, el cel és molt més brillant que la corona de fons fins i tot en llocs d'alts i dies secs i clars. Els coronògrafs terrestres, com l'Observatori de gran altitud coronògraf Mark IV sobre Mauna Loa, utilitzen la polarització per distingir la brillantor del cel de la imatge de la corona: tant la llum de la corona com la brillantor de cel escampen la llum solar i tenen propietats espectrals similars, però la llum coronal es difon en gairebé un angle recte i per això sofreix polarització de dispersió, mentre la llum superposada del cel prop del Sol s'escampa en només un angle de mirada i per això rest gairebé sense polaritzar.

## Disseny
Els instruments dels coronògrafs són exemples extrems de rebuig de la llum paràsita (straylight) i de fotometria precisa perquè la brillantor total de la corona solar és menys d'un milionèsim (10−6) de la brillantor del Sol. La brillantor aparent de la superfície és fins i tot més feble perquè, a més a més de repartir menys llum total, la corona té una mida aparent molt més gran que el Sol mateix.
Durant un eclipsi solar, la Lluna serveix com a disc que oculta el sol i qualsevol càmera es pot operar com un coronògraf fins que acaba l'eclipsi. Una solució més comuna en fotografiar el cel és interposar un pla focal amb un punt opac, aquest pla focal es refotografia en un detector. Una altra possibilitat és fotografiar el cel en un mirall amb un petit forat: la llum que volem fotografiar es reflecteix i pot fotografiar-se, això no obstant, llum provinent de les estrelles pot colar-se a través del forat i no arribar al detector. De qualsevol manera, l'instrument dissenyat per fer de coronògraf ha de tenir en compte la dispersió i la difracció per assegurar-se que arriba tan poca llum indesitjada al detector com sigui possible. La invenció clau de Lyot era un dispositiu de lents amb aturades i deflectors tal que la llum dispersada per la difracció se centrava en les aturades i els deflectors, on es podria absorbir, mentre la llum que cal per a una imatge útil els evitava.
Com a exemple, els instruments de fotografia del Telescopi espacial Hubble tenen la possibilitat de fer fotografia coronogràfica.

### Coronògraf de banda limitada
Un coronògraf de banda limitada utilitza una tipus especial de màscara anomenada una màscara de banda limitada. Aquesta màscara està dissenyada per bloquejar la llum i també per gestionar els efectes de la difracció provocats per la supressió del llum. El coronògraf de banda limitada ha servit com a base pel disseny del coronògraf del Terrestrial Planet Finder. El Telescopi espacial James Webb també té màscares de limitació de banda.

### Coronògraf de màscara de Fase
Un coronògraf de màscara de fase (com l'anomenat coronògraf de màscara de fase de quatre quadrants) utilitza una màscara transparent per canviar la fase de la llum estel·lar per a crear una interferència autodestructiva, més que un simple disc opac per bloquejar-la. Coronografia d'apodització de fase, utilitza una aproximació matemàtica original per imitar el plat de fase. Per excloure resplendor d'una estrella, els coronògrafs convencionals s'han d'alinear amb precisió i són altament susceptibles a les pertorbacions. Un coronògraf de plat de fase apoditzant, d'altra banda, no li calen objectius i treballa igualment de bé en qualsevol estrella o localització de la imatge.

### Coronògraf de vòrtex òptic
Un coronògraf de vòrtex òptic utilitza una màscara de fase en la qual el canvi de fase varia de manera azimutal al voltant del centre. Existeixen uns quants tipus de coronògrafs de vòrtex òptics:
- El coronògraf de vòrtex òptic escalar basat en una rampa de fase directament gravada en un material dielèctric, com sílice fos.[5][6]

- El coronògraf de vòrtex vectorial utilitza una màscara que fa que girar l'angle de polarització del fotons, i elevant aquest angle de rotació té el mateix efecte que elevar un canvi de fase. Una màscara d'aquesta classe pot ser sintetitzada per diverses tecnologies, des de polímers de cristall líquid[7] (la mateixa tecnologia que la televisió 3D, i superfícies microestructurades(usant tecnologies de microfabricació de la indústria microelectrònica). Aquest tipus de coronògrafs de vòrtex vectorial fets de polímers de cristall líquids s'usen actualment en el Telescopi Hale de 200 polzades a l'Observatori De Palomar. S'ha utilitzat últimament amb òptica adaptativa per a fotografiar planetes extrasolars.

## Coronògrafs situats en satèl·lits
Els coronògrafs a l'espai exterior són molt més eficaços que els mateixos instruments situats a terra. Això és perquè l'absència completa de dispersió atmosfèrica elimina la font més gran de resplendor present en un coronògraf terrestre. Unes quantes missions espacials com el Soho de l'Esa de la Nasa, SPARTAN, i Skylab han utilitzat coronògrafs per estudiar l'abast exteriors de la corona solar. El Telescopi espacial Hubble (HST) pot realitzar coronografies usant la NICMOS, càmera d'infraroig situada al Hubble, i hi ha plans per tenir aquesta capacitat al Telescopi espacial James Webb utilitzant la seva Càmera a Prop de l'infraroig (NIRCam) i la Mid Infrared Instrument (Miri).
Mentre els coronògrafs situats a l'espai com el LASCO eviten el problema de la brillantor del cel, s'encaren amb desafiaments de disseny en el control de la llum paràsita sota elsrequisits de mida i pes estrictes dels vols espacials. Qualsevol vora aguda (com la vora d'un disc de blocatge o una obertura òptica) provoca la difracció de Fresnel de la llum entrant prop de la vora, el que significa que els instruments més petits que hom voldria en un satèl·lit deixen escapar més llum de la que deixarien els més grans. El coronògraf LASCO C-3 utilitza tant un blocatge extern (que enfosqueix l'instrument) com un blocatge intern (que bloqueja la llum paràsita que pateix difracció de Fresnel al voltant del blocatge extern) per reduir aquesta "fuita", i un sistema complicat de deflectors per eliminar la llum paràsita que s'escampa de les superfícies internes del mateix instrument.

## Coronògrafs estel·lars

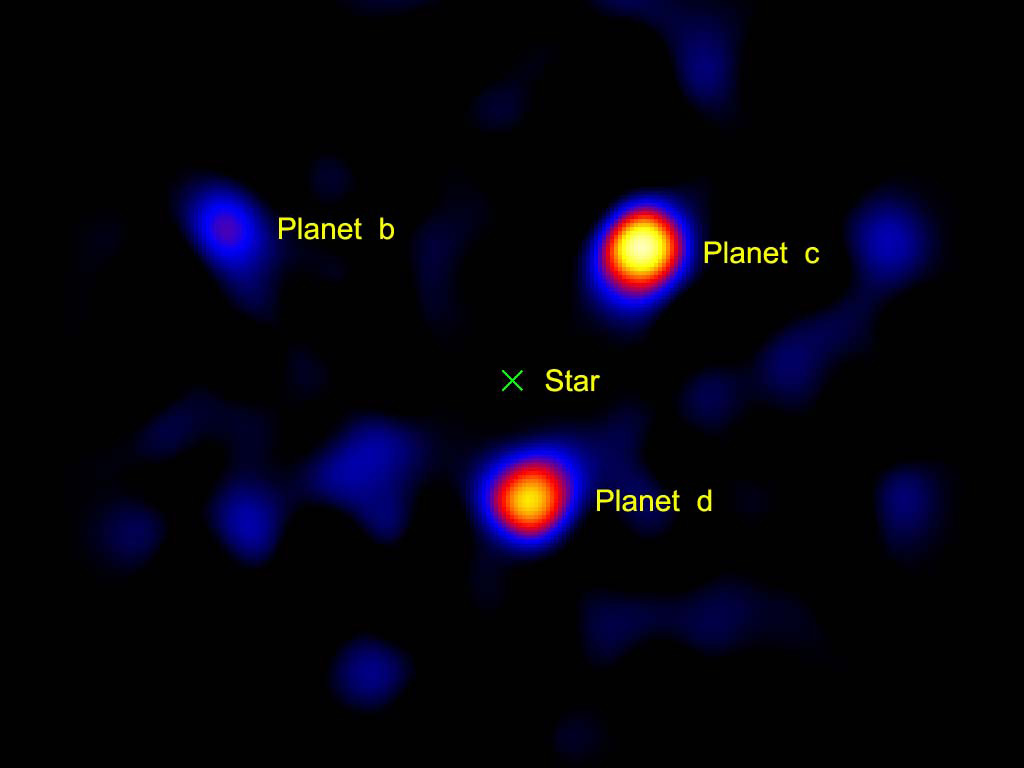
Imatge directa d'exoplanetes al voltant de l'estrella Hr8799 que utilitza un coronògraf de vòrtex vectorial en una porció d'1,5 m del telescopi Hale

Els coronògrafs estel·lars són aquells coronògrafs adaptats a la recerca de planetes al voltant d'estrelles properes, els coneguts com a planetes extrasolars. Tot i que els coronògrafs solars i estel·lars són similars en el concepte, són bastant diferents en la pràctica perquè l'objecte a ocultar difereix a prop un factor d'un milió en mida lineal aparent. (El Sol té una mida aparent d'aproximadament 1900 arcsegons, mentre que una estrella pròxima típica podria tenir una mida aparent de 0.0005 i 0.002 arcsegon.)
Actualment s'està estudiant un coronògraf estel·lar per a utilitzar en la missió per dectectar planetes extrasolars. En telescopis situats a terra, es pot combinar un coronògraf amb òptica adaptativa per buscar planetes al voltant d'estrelles pròximes.
Al novembre de 2008, la Nasa va anunciar el descobriment d'un planeta que orbitava l'estrella Fomalhaut. El planeta es podria veure clarament en imatges preses per la Càmera del Hubble el 2004 i 2006.
Fins a l'any 2010, els telescopis|Telescopis només podien fotografiar exoplanetes sota condicions excepcionals. És més fàcil obtenir imatges de planetes especialment (considerablement més grans que Júpiter, àmpliament separats de la seva estrella, i prou calents com per emetre intensa radiació infraroja. Tanmateix el 2010 un equip del Jet Propulsion Laboratory de la NASA demostrava que un coronògraf de vòrtex vectorial podria permetre als telescopis petits fotografiar directament planetes. Ho van fer fotografiant les imatges prèvies dels planetes Hr 8799 usant només una porció d'1,5 m del Telescopi Hale.